# Waiʻanae (Hawaii)
|  | Dieser Artikel wurde aufgrund von inhaltlichen Mängeln auf der Qualitätssicherungsseite des Projektes USA eingetragen. Hilf mit, die Qualität dieses Artikels auf ein akzeptables Niveau zu bringen, und beteilige dich an der Diskussion! Eine nähere Beschreibung der zu behebenden Mängel fehlt. |

Lage von Waiʻanae

Waiʻanae ist eine Stadt und ein Census-designated place im Honolulu County auf Oʻahu im US-Bundesstaat Hawaii sowie gleichzeitig der Name des traditionellen Unterbezirks (ahupuaʻa) und des Bezirks (moku). Der Name ist hawaiisch, setzt sich aus wai (Wasser) und ʻanae (ausgewachsene Meeräsche) zusammen und spielt wahrscheinlich auf die in der Gegend vorkommenden Brackwasserteiche an, in denen Meeräschen lebten. Waiʻanae ist mit 13.177 Einwohnern (Stand 2010) auf einer Fläche von 13,2 km² die größte Stadt der Westküste von O'ahu. Es ist das kommerzielle und kulturelle Zentrum dieser Gegend mit Einkaufszentrum, Post, öffentlicher Bibliothek, einem Arbeitsamt und dem Leeward Community College, das zur University of Hawaii gehört. Es hat einen kleinen Bootshafen, an dem Ausflugsboote für Touristen ablegen. Die Stadt liegt an der Mündung des Kaupuni Stream in die Pōkaʻī Bay. Tangiert wird Waiʻanae durch die Hawaii State Route 93 (Farrington Highway). Die Entfernung von Honolulu beträgt 50 Kilometer.
Der Ort war Haltepunkt einer Schmalspurbahn der Oahu Railway and Land Company, die von Honolulu an der Westküste entlang bis an die North Shore führte.

## Demographie
Beim Census 2010 gaben die 13.177 Einwohner folgende Ethnizitätszugehörigkeit an: 8,3 % „weiß“, 0,8 % „schwarz oder afroamerikanisch“, 14,5 % asiatisch, 22 % hawaiisch, 8,5 % andere Pazifikeinwohner, 15,5 % „Hispanic“, 44,8 % gemischtrassig. 37,8 % der Einwohner waren unter 21 Jahre alt.
Die Küstenregion bei Waiʻanae gehört zu den ärmsten Zensusgebieten von Hawaii. Am meisten davon betroffen ist die Bevölkerungsgruppe der Hawaiier. Hier gibt es das größte Obdachlosencamp von Hawaii mit einer Fläche von 8 Hektar.